# Que Viva Mexico!
Que Viva Mexico! (russisk: Да здравствует Мексика!) er en sovjetisk film fra 1932 af Sergej Eisenstein.